# Lorgio Álvarez
Lorgio Álvarez Roca (Santa Cruz de la Sierra; 29 de junio de 1978) es un exfutbolista boliviano. Jugaba como defensa o centrocampista y su último equipo fue Destroyers.
El 24 de noviembre de 2018, y jugando para el Club Destroyers, alcanzó los 500 partidos jugados en el Fútbol Boliviano.

## Selección nacional
Ha sido internacional con la Selección de fútbol de Bolivia. La carrera del jugador despegó cuando en el primer partido de Bolivia en la Copa América 2004 anotó un gol de gran factura, ante la selección de Perú, quedando el partido 2-2.
Hasta el 10 de julio de 2011, lleva disputados 38 partidos con la selección nacional y ha anotado un gol.

### Participaciones en Copa América
| Copa              | Sede      | Resultado    | Partidos | Goles |
| ----------------- | --------- | ------------ | -------- | ----- |
| Copa América 2001 | Colombia  | Primera fase | 3        | 0     |
| Copa América 2004 | Perú      | Primera fase | 3        | 1     |
| Copa América 2007 | Venezuela | Primera fase | 3        | 0     |
| Copa América 2011 | Argentina | Primera fase | 3        | 0     |
| Total             | Total     | Total        | 12       | 1     |

## Clubes
| Club              | País      | Año         |
| ----------------- | --------- | ----------- |
| Blooming          | Bolivia   | 1995 - 2002 |
| Oriente Petrolero | Bolivia   | 2003 - 2004 |
| Cerro Porteño     | Paraguay  | 2005        |
| Independiente     | Argentina | 2005 - 2006 |
| Cerro Porteño     | Paraguay  | 2007 - 2008 |
| Libertad          | Paraguay  | 2008 - 2009 |
| Blooming          | Bolivia   | 2009 - 2010 |
| Bolívar           | Bolivia   | 2011 - 2015 |
| Blooming          | Bolivia   | 2016        |
| Destroyers        | Bolivia   | 2018        |

## Estadísticas
Datos actualizados a 22 de mayo 2019.
| Blooming · Bolivia |               |               |     |    |    |     |     |    |
| 1.ª | 1995          | 25            | 0   | -  | -  | 25  | 0   |    |
| 1.ª | 1996          | 22            | 0   | -  | -  | 22  | 0   |    |
| 1.ª | 1997          | 27            | 2   | -  | -  | 27  | 2   |    |
| 1.ª | 1998          | 32            | 0   | -  | -  | 32  | 0   |    |
| 1.ª | 1999          | 27            | 1   | 6  | 0  | 33  | 1   |    |
| 1.ª | 2000          | 28            | 2   | 6  | 0  | 34  | 2   |    |
| 1.ª | 2001          | 28            | 2   | -  | -  | 28  | 2   |    |
| 1.ª | 2002          | 30            | 3   | -  | -  | 30  | 3   |    |
| 1.ª | C-2009        | 16            | 1   | 2  | 0  | 18  | 1   |    |
| 1.ª | A-2010        | 21            | 2   | 6  | 0  | 27  | 2   |    |
| 1.ª | C-2010        | 22            | 0   | -  | -  | 22  | 0   |    |
| 1.ª | 2015-16       | 12            | 0   | -  | -  | 12  | 0   |    |
| 1.ª | Total club    | 290           | 13  | 20 | 0  | 310 | 13  |    |
| Oriente Petrolero · Bolivia |               |               |     |    |    |     |     |    |
| 1.ª |               |               |     |    |    |     |     |    |
| 2003 | 31            | 2             | 6   | 0  | 37 | 2   |     |    |
| 2004 | 39            | 6             | -   | -  | 39 | 6   |     |    |
| Total club | 70            | 8             | 6   | 0  | 76 | 8   |     |    |
| Cerro Porteño Paraguay |               |               |     |    |    |     |     |    |
| 1.ª | 2005          | 8             | 0   | 6  | 0  | 14  | 0   |    |
| 1.ª | 2007          | 20            | 3   | 6  | 0  | 26  | 3   |    |
| 1.ª | A-2008        | 11            | 1   | 2  | 2  | 13  | 3   |    |
| 1.ª | Total club    | 39            | 4   | 14 | 2  | 53  | 6   |    |
| Independiente Argentina |               |               |     |    |    |     |     |    |
| 1.ª | A-2005        | 11            | 0   | -  | -  | 11  | 0   |    |
| 1.ª | C-2006        | 15            | 1   | -  | -  | 15  | 1   |    |
| 1.ª | A-2006        | 13            | 0   | -  | -  | 13  | 0   |    |
| 1.ª | Total club    | 39            | 1   | 0  | 0  | 39  | 1   |    |
| Libertad Paraguay |               |               |     |    |    |     |     |    |
| 1.ª | C-2008        | 16            | 2   | -  | -  | 16  | 2   |    |
| 1.ª | A-2009        | 18            | 1   | 7  | 0  | 25  | 1   |    |
| 1.ª | Total club    | 34            | 3   | 7  | 0  | 41  | 3   |    |
| Bolívar · Bolivia |               |               |     |    |    |     |     |    |
| 1.ª | 2011-12       | 38            | 0   | 10 | 1  | 48  | 1   |    |
| 1.ª | 2012-13       | 35            | 2   | 2  | 0  | 37  | 2   |    |
| 1.ª | 2013-14       | 35            | 0   | 8  | 0  | 43  | 0   |    |
| 1.ª | 2014-15       | 21            | 0   | -  | -  | 21  | 0   |    |
| 1.ª | Total club    | 129           | 2   | 20 | 1  | 149 | 3   |    |
| Destroyer's |               |               |     |    |    |     |     |    |
| 1.ª | A-2018        | 12            | 2   | -  | -  | 12  | 2   |    |
| 1.ª | C-2018        | 11            | 1   | -  | -  | 11  | 1   |    |
| 1.ª | A-2019        | 20            | 0   | -  | -  | 20  | 0   |    |
| 1.ª | Total club    | 43            | 3   | -  | -  | 43  | 3   |    |
| Total carrera | Total carrera | Total carrera | 644 | 34 | 67 | 3   | 711 | 37 |
| (1) Incluye datos de la Copa Libertadores (1999, 2000, 2003, 2005, 2007, 2008, 2009, 2010, 2011, 2012, 2013, 2014); Copa Sudamericana (2009). (2) No incluye goles en partidos amistosos. |               |               |     |    |    |     |     |    |

### Selección nacional
| Selección         | Año   | Amistoso | Amistoso | Copa América | Copa América | Eliminatorias | Eliminatorias | Copa Confederaciones | Copa Confederaciones | Total | Total |
| Selección         | Año   | PJ       | G        | PJ           | G            | PJ            | G             | PJ                   | G                    | PJ    | G     |
| ----------------- | ----- | -------- | -------- | ------------ | ------------ | ------------- | ------------- | -------------------- | -------------------- | ----- | ----- |
| Bolivia · Bolivia | 1999  | 1        | 0        | -            | -            | -             | -             | 1                    | 0                    | 2     | 0     |
| Bolivia · Bolivia | 2000  | -        | -        | -            | -            | 1             | 0             | -                    | -                    | 1     | 0     |
| Bolivia · Bolivia | 2001  | 1        | 0        | 3            | 0            | -             | -             | -                    | -                    | 4     | 0     |
| Bolivia · Bolivia | 2003  | 2        | 0        | -            | -            | 1             | 0             | -                    | -                    | 3     | 0     |
| Bolivia · Bolivia | 2004  | 1        | 0        | 3            | 1            | 5             | 0             | -                    | -                    | 9     | 1     |
| Bolivia · Bolivia | 2005  | -        | -        | -            | -            | 5             | 0             | -                    | -                    | 5     | 0     |
| Bolivia · Bolivia | 2007  | 4        | 0        | 3            | 0            | 1             | 0             | -                    | -                    | 8     | 0     |
| Bolivia · Bolivia | 2008  | 1        | 0        | -            | -            | 1             | 0             | -                    | -                    | 2     | 0     |
| Bolivia · Bolivia | 2009  | 1        | 0        | -            | -            | -             | -             | -                    | -                    | 1     | 0     |
| Bolivia · Bolivia | 2011  | 4        | 0        | 3            | 0            | 1             | 0             | -                    | -                    | 8     | 0     |
| Bolivia · Bolivia | Total | 15       | 0        | 12           | 1            | 15            | 0             | 1                    | 0                    | 43    | 1     |

### Resumen estadístico
| Competición           | Encuentros | Goles | Promedio |
| --------------------- | ---------- | ----- | -------- |
| Primera División      | 644        | 34    | 0,05     |
| Copas Internacionales | 67         | 3     | 0,04     |
| Selección de Bolivia  | 43         | 1     | 0,02     |
| Total                 | 754        | 38    | 0,05     |

## Palmarés

### Títulos nacionales
| Título           | Club          | País     | Año           |
| ---------------- | ------------- | -------- | ------------- |
| Primera División | Blooming      | Bolivia  | 1998          |
| Primera División | Blooming      | Bolivia  | 1999          |
| Torneo Apertura  | Cerro Porteño | Paraguay | 2005          |
| Torneo Clausura  | Libertad      | Paraguay | 2008          |
| Primera División | Blooming      | Bolivia  | Clausura 2009 |
| Primera División | Bolívar       | Bolivia  | Clausura 2013 |
| Primera División | Bolívar       | Bolivia  | Apertura 2014 |
| Primera División | Bolívar       | Bolivia  | Clausura 2015 |